# Juyan
Die Hanzeitlichen Holztäfelchen von Juyan (居延汉简,  Jūyán Hànjiǎn, englisch Wooden strips of Han Dynasty at Juyan) sind antike beschriebene Holztäfelchen aus der Zeit der Han-Dynastie.
Synonyme für Juyan: Edsen-gol, Etsin-gol, 居延, Ruo Shui. Fluss-System in Nordchina: Ruo Shui (chinesisch 弱水, wörtlich „schwächer werdender Fluss“, auch Etsin Gol oder Ruo He oder Ejin River).

## Entdeckung
1930 entdeckte Folke Bergman während der von Sven Hedin geleiteten Chinesisch-Schwedischen Expedition (Sino-Swedish Scientific Expedition to the North-Western Province of China) in der hanzeitlichen Alarmfeuerturm-Stätte (Handai fengsui yizhi 汉代烽燧遗址) im Tal des Ruoshui-Flusses (hier: Éjìnàhé 額濟納河/额济纳河) im Ejin-Banner (chin. Ejina qi 额济纳旗) in der Inneren Mongolei über 10.000 Täfelchen. Von 1972 bis 1976 wurden noch nacheinander mehr als 20.000 Stück ausgegraben.

## Garnisonsdokumente

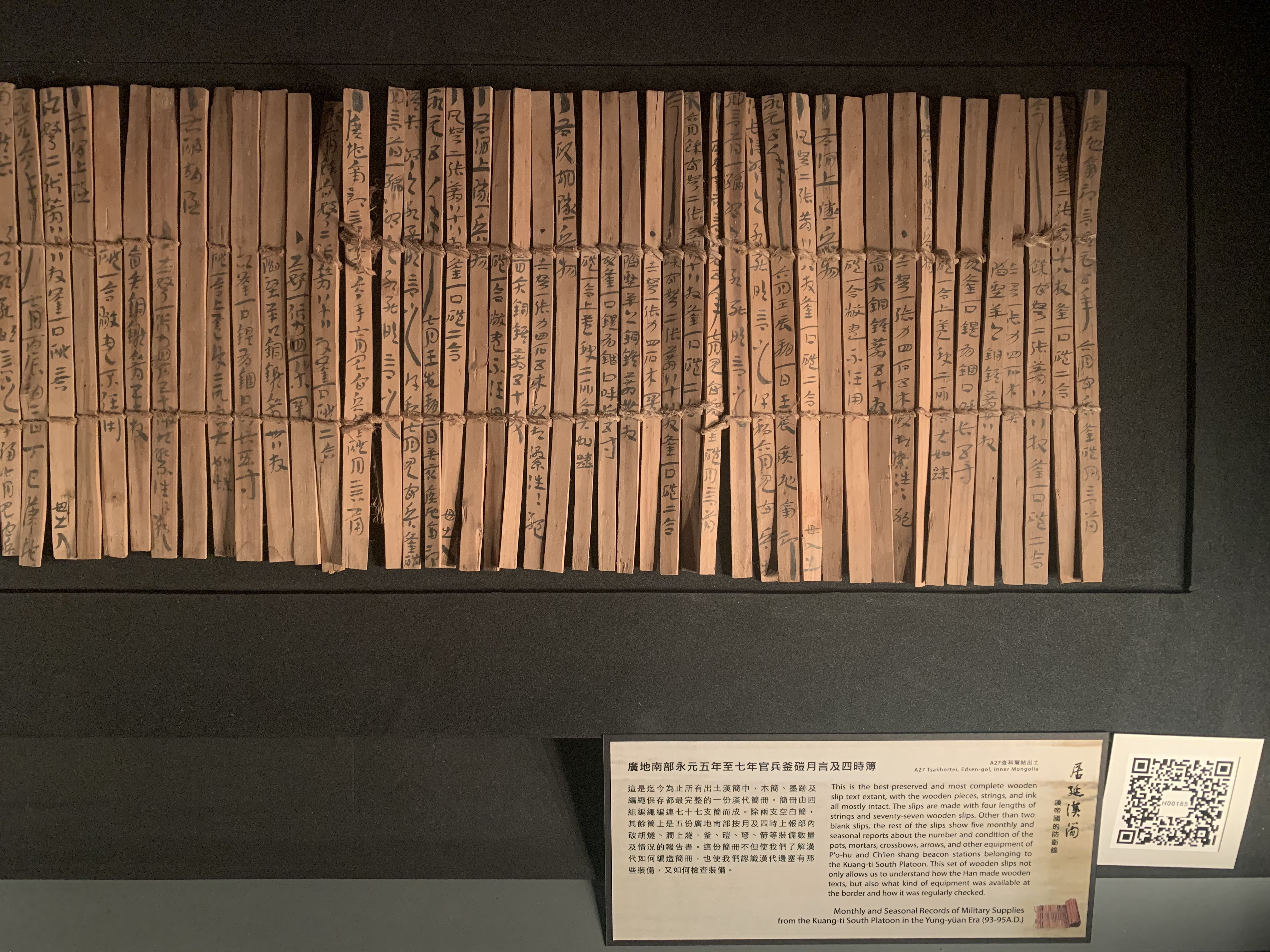
Abgeheftete Monats- und Vierteljahresberichte über Anzahl und Zustand von Kochkesseln, Armbrüsten, Pfeilen etc. aus den Jahren 93 bis 95.

Alles sind Garnisonsdokumente aus den unter Verwaltung der Zhangye (张掖 Zhāngyē)-Präfektur (jun) stehenden Kommandanturen (duwei) Juyan 居延 und Jianshui 肩水. Der Großteil gehört in die späte Westliche Han-Zeit bis in die Anfangszeit der Östlichen Han-Dynastie.
Sie sind wichtige Materialien für die Erforschung der Geschichte der Han-Zeit. Die 1930 entdeckten Holztäfelchen wurden vom Institut für Archäologie der Chinesischen Akademie der Sozialwissenschaften unter dem Titel ‚Hanzeitliche Holztäfelchen-Texte aus Juyan, erster und zweiter Teil‘ (Jūyán Hànjiǎn jiǎyǐ biān 居延汉简甲乙编) herausgegeben [Peking: Zhonghua shuju, 1980].
Von den älteren Textfunden werden neuentdeckte, die „Neuen Holztäfelchen aus Juyan“ (Juyan xinjian) unterschieden.

## Bedeutung
Die hanzeitlichen Textfunde aus Dunhuang und Juyan auf Holz- und Bambustäfelchen (Dunhuang Hanjian, Juyan Hanjian), die Orakelknocheninschriften von Yinxu (Yinxu jiaguwen), die buddhistischen Textfunde aus den Dunhuang-Grotten und die Archive des Kaiserpalastes der Ming- und Qing-Dynastie (Gugong Ming Qing dang’an) zählen in China zu den vier großen archäologischen Entdeckungen des 20. Jahrhunderts.

## Juyan-Stätte
Die Juyan-Stätte (Juyan yizhi) erstreckt sich über das Ejin-Banner in der Inneren Mongolei und den Kreis Jinta in der Provinz Gansu. Sie umfasst auch die Stätte Heicheng (Kharakhoto, die „Schwarze Stadt“), Alarmfeuertürme (fengsui), die Pochengzi Jiaqu-Palast-Stätte usw.
Die Juyan-Stätten (居延遗址,  Juyan yizhi, englisch Juyan sites) im Ejin-Banner in der Inneren Mongolei und dem Kreis Jinta in der Provinz Gansu stehen seit 1988 auf der Liste der Denkmäler der Volksrepublik China (3-209).

## Signalfeuertürme
Auch die ebenfalls denkmalgeschützte Alarmfeuerturm-Stätte von Juyan (Jūyán fēngsuì yízhǐ 居延烽燧遗址 Beacon-fire site at Juyan) aus der Zeit der Han-Dynastie befindet sich dort.

## Einzelne Stätten
- Jianshui Jinguan 肩水金关
- Jiaqu Palaststätte 甲渠候宫 (Pochengzi)
- Heicheng yizhi 黑城遗址 Kharakhoto („Schwarze Stadt“), Eina-Banner, Innere Moingolei; Westliche Xia-Dynastie (Tanguten) bis Yuan-Dynastie (Mongolen)
- Handai fengsui yizhi 汉代烽燧遗址